# Підсуха Олександр Миколайович
Олекса́ндр Миколайович Підсу́ха (16 жовтня 1918, Ніжиловичі — 21 жовтня 1990, м. Київ) — український поет, прозаїк, драматург, перекладач, громадський діяч.

## Біографія
Народився 16 жовтня 1918 року в селі Ніжиловичах (тепер Макарівського району Київської області) в родині сільського коваля. Закінчивши семирічку в сусідньому селі, пішов на робітфак Київського лінгвістичного інституту, а за два роки був уже студентом Харківського педагогічного інституту іноземних мов.
Після закінчення навчання у 1939—1941 роках Підсуха працював викладачем Донецького індустріального інституту. У 1941—1945 роках поет на фронтах радянсько-німецької війни (спочатку сапером і автоматником, а потім стає кореспондентом дивізійної газети). У післявоєнні роки викладав англійську мову в Київському педагогічному інституті імені Максима Горького. Член Спілки письменників України з 1947 року.
У 1953—1958 роках працював відповідальним редактором журналу «Дніпро», згодом — завідувачем редакції серії «Романи й повісті» видавництва «Дніпро». У 1973—1979 роках — голова Товариства культурних зв'язків з українцями за кордоном.
У 1952—1957 і 1980—1990 роках мешкав у Києві у будинку письменників Роліті, у 1957—1979 — в будинку на вулиці Михайла Коцюбинського, 2.
Виховав доньку. Зять — математик, педагог, доктор фізико-математичних наук Валерій Булдигін (1946—2012).

Могила Олександра Підсухи

Помер 21 жовтня 1990 року. Похований в Києві на Байковому цвинтарі разом з родиною.

## Творчість
Ще у студентські роки Підсуха пробує своє перо. Перша поетична збірка «Солдати миру» вийшла друком у 1948 році. Тут найповніше виписано образ воїна-визволителя. З'являються книги «Життя за нас» (1950), «Слово про наших друзів» (1951).
У 1950—60-ті роки відкривається Підсуха читачам як прозаїк. Поряд із ліричними збірками «Героїка» (1951), «Іду на клич» (1965), «Краплини» (1966), «Розповень» (1969) з'являється перша книжка прози «Віч-на-віч. Невигадані історії» (1962). Найпомітніше досягнення поета того періоду — віршований роман «Поліська трилогія» (1962).
З кінця 1962 року за рекомендацією Спілки письменників Підсуха відряджається як стипендіат ЮНЕСКО до Канади, Великої Британії, Франції, США. Наслідком подорожі за океан став цикл поезій «Канадський зошит», який ліг в основу збірки «Материн заповіт» (1964).
Поема «Материн заповіт» (1962) ввійшла до однойменної збірки, що побачила світ в 1964 році, стала одним з найкращих творів в ліро-епічному жанрі. Вона заснована на автобіографічному матеріалі.

### Твори
- «Запахло квітнем»
- «Канадський зошит»
- «Мова»
- «Нумо в ліс, чи в поле!»
- «Ровесники»

## Нагороди
Нагороджений двома орденами Вітчизняної війни 2-го ступеня, орденами Червоної Зірки, Дружби народів, медалями.

## Пам'ять

меморіальна дошка

У радянський повоєнний час в рідному селі письменника Ніжиловичах вчителька З. А. Шевченко організувала музей Олександра Підсухи.
На будинку в Києві по вулиці Михайла Коцюбинського, 2, де мешкав письменник, встановлено гранітну меморіальну дошку.
В журналі «Перець» № 19 за 1978 р. розміщено дружній шарж А.Арутюнянца, присвячений 60-річчю митця.